# Acalolepta grisescens
Acalolepta grisescens es una especie de escarabajo longicornio del género Acalolepta, tribu Monochamini, subfamilia Lamiinae. Fue descrita científicamente por Breuning en 1936.
Se distribuye por Birmania. Mide aproximadamente 9 milímetros de longitud.